# Baga pukur
Le baga pukur est une langue nigéro-congolaise de la famille des langues atlantiques et du groupe des langues du Rio Nunez, parlée dans deux villages côtiers de la République de Guinée, Mbotini et Binari, par quelques centaines de locuteurs. Cette langue comprend deux dialectes répartis sur ces villages proches du Rio Nunez : le baga mboteni et le baga binari. Puisqu'elle n'est plus enseignée aux nouvelles générations depuis le début des années 2000 environ, cette langue est en voie critique d’extinction.

## Répartition géographique
La population parlant le baga pukur comme langue maternelle est estimée à environ 4 900 personnes. Les locuteurs qui sont allés à l'école ou qui travaillent en dehors de leurs villages sont multilingues en baga pukur et en soussou, ainsi qu'en français.
Selon E. L. Fields, le baga pukur est parlé exclusivement dans les deux villages de Mbotini et Binari sur une péninsule au sud de l'embouchure du Rio Nunez.
W. A. A. Wilson, sur la base de ses rapports de terrain des années 1950, a rapporté que cette langue, appelée pukur par ses locuteurs, était parlée à Binari par deux clans hostiles l'un à l'autre.

## Classification
En tant que l'une des deux langues des abords du Rio Nunez en Guinée, son parent le plus proche est le mbulungish.
Malgré son nom, le baga pukur n'a pas vraiment de liens linguistiques avec les autres langues baga, bien que les locuteurs soient ethniquement Baga. La langue est plutôt étroitement liée au nalu et au mbulungish, bien qu'elle partage un faible pourcentage de vocabulaire apparenté avec eux.

## Traits linguistiques
Le baga pukur est une langue tonale à la morphologie sophistiquée qui n’a encore fait l’objet que de fort peu de publications.
Elle a perdu l'accord de classe de noms que l'on trouve chez ses parents.